# 拉茨·拉约什
拉茨·拉约什（匈牙利語：Rácz Lajos，1952年7月1日—），匈牙利男子摔跤运动员。他曾代表匈牙利参加1976年和1980年夏季奥林匹克运动会摔跤比赛，其中在1980年奥运会的古典式摔跤项目中获得一枚银牌。